# Fixsenia jezoensis
Fixsenia jezoensis är en fjärilsart som beskrevs av Matsumura 1929. Fixsenia jezoensis ingår i släktet Fixsenia och familjen juvelvingar. Inga underarter finns listade i Catalogue of Life.